# Gerrit Lang
Gerrit Lang (Ulft, 10 januari 1934 − Zutphen, 20 juli 2018) was een Nederlands hoogleraar psychologie aan de Rijksuniversiteit Groningen.

## Biografie
Lang promoveerde in 1968 aan de Universiteit van Amsterdam op het onderwerp van schoolkeuze-adviezen. Daarna werkte hij bij het Amsterdamse Instituut voor sociale en bedrijfspsychologie. In 1974 werd hij benoemd tot gewoon lector, later gevolgd door een omzetting tot gewoon hoogleraar te Groningen met als leeropdracht individueel toegepaste psychologie; zijn inaugurele rede verscheen in 1976. Hij publiceerde, mede met vakgenoten, handboeken over gesprekstechnieken en -vaardigheden, zowel in de hulpverlening als voor andere professionele omstandigheden. Van 1988 tot 1993 was hij decaan van de faculteit gedrags- en maatschappijwetenschappen. In 1999 ging hij met emeritaat met de afscheidsrede Gespreksvoering als ambacht.
Lang woonde in Eefde en overleed in Zutphen op 84-jarige leeftijd.